# Yukiko Kai
Yukiko Kai (花郁 悠紀子, Kai Yukiko), née le 21 septembre 1954 et morte le 12 décembre 1980, est une shōjo mangaka japonaise. Son nom de naissance est Kimiko Kaihatsu (開発公子, Kaihatsu Kimiko).
Elle est considérée comme une membre du "groupe de post-l'an 24" comme sa sœur. Ses œuvres continuent d'être publiées après sa mort. L'artiste manga Akiko Hatsu est sa sœur cadette,.

## Biographie
Née à Kanazawa, préfecture d'Ishikawa, Kai est diplômée d'un lycée et est entrée dans une entreprise où elle a travaillé pendant un an. Elle a rejoint le magazine coterie de manga Ravuri que son amie Yasuko Sakata exploitait lorsqu'elle était au lycée. En 1973, Kai est allée à Tokyo et est devenue assistante de Moto Hagio, et elle a vécu dans la maison de Hagio à Tokyo.
Kai a fait ses débuts dans le numéro de printemps de Bessatsu Viva Princess (le premier numéro de ce magazine) dans Akita Shoten pour son oeuvre Anasutashia no Sutekina Otonari (Le charmant voisin d'Anastasia). Elle a publié les histoires de la "série shiki" et de la "série Anastasia" dans les magazines Gekkan Princess et Bonita.
En 1979, lorsque Moto Hagio, Aiko Itō (JA), Yukiko Kai, Akiko Jō et Shio Satō visitent l'Europe, ils participent à la 37e Worldcon (en:Seacon '79) à Brighton, Royaume-Uni,,.
Après avoir publié Ryokuin kōro dans le numéro d'été de Bessatsu Viva Princess en 1980, Kai a passé du temps sous traitement médical dans un hôpital de la ville de Kanazawa. Elle est décédée le 12 décembre 1980 d'un cancer de l'estomac dans un hôpital de Kanazawa.
L'histoire qui a contribué au manga de collaboration Kyōdai Jingi sont sa dernière œuvre.

## Style d'œuvres
Kai aimait les romans fantastiques japonais et les œuvres telles que celles de Tatsuhiko Shibusawa, Hideo Nakai (JA) et Kunio Tsukamoto (JA) etc.. Elle a été affectée par leurs œuvres fantastiques. Kai a créé et écrit divers genres d'histoires de mangas. Mais elle aimait particulièrement fantasy et science-fiction. La plupart de ses œuvres sont classées dans ces genres.

## Œuvres

### Princess comics
Il y a neuf livres de Yukiko Kai publiés par Akita Shoten.
| Titre                | Titre (japonais)       | Date de sortie | ISBN                 | ref | Remarque |
| -------------------- | ---------------------- | -------------- | -------------------- | --- | -------- |
| Fenera               | フェネラ               | 1977-1130      | (ISBN 4-253-07091-4) | ref |          |
| Anastasia to Otonari | アナスタシアとおとなり | 1979-0310      | (ISBN 4-253-07138-4) | ref |          |
| Shiki tsuzuri        | 四季つづり             | 1979-0805      | (ISBN 4-253-07143-0) | ref |          |
| Yumeyuri sodate      | 夢ゆり育て             | 1980-0710      | (ISBN 4-253-07171-6) | ref |          |
| Maboroshi nohanakoi  | 幻の花恋               | 1981-0515      | (ISBN 4-253-07177-5) | ref |          |
| Karuki no kuri hi    | カルキのくる日         | 1981-0905      | (ISBN 4-253-07191-0) | ref |          |
| Odotte shinigami-san | 踊って死神さん         | 1981-0920      | (ISBN 4-253-07190-2) | ref |          |
| Kaze ni naku         | 風に哭く               | 1981-1205      | (ISBN 4-253-07193-7) | ref |          |
| Magnolia shō         | 白木蓮抄               | 1981-1205      | (ISBN 4-253-07194-5) | ref |          |

### Akita bunko
Il y a six livres "bunkobon" de Yukiko Kai publiés par Akita Shoten. Dans cette version bunkobon, lorsque le titre du livre est le même que celui de la version Princess comics, les histoires contenues sont différentes.
| Titre                | Title (japonais)       | Date de sortie | ISBN                 | ref | Remarque |
| -------------------- | ---------------------- | -------------- | -------------------- | --- | -------- |
| Magnolia shō         | 白木蓮抄               | 1999-0610      | (ISBN 4-253-17467-1) | ref |          |
| Shiki tsuzuri        | 四季つづり             | 1999-1010      | (ISBN 4-253-17471-X) | ref |          |
| Fenera               | フェネラ               | 1999-1210      | (ISBN 4-253-17473-6) | ref |          |
| Karuki no kuri hi    | カルキのくる日         | 2000-0210      | (ISBN 4-253-17481-7) | ref |          |
| Yumeyuri sodate      | 夢ゆり育て             | 2000-0610      | (ISBN 4-253-17562-7) | ref |          |
| Anastasia to otonari | アナスタシアとおとなり | 2000-0810      | (ISBN 4-253-17564-3) | ref |          |

### Autres
| Titre            | Titre (japonais) | Séries           | Publié par | Forme | Date de sortie | ISBN                 | ref | Remark        |
| ---------------- | ---------------- | ---------------- | ---------- | ----- | -------------- | -------------------- | --- | ------------- |
| Hana Yoiyami     | 花宵闇           | Papermoon sōsho  | Shinshokan | B5    | 1982-0515      | (ISBN 4-40-301021-0) | ref |               |
| Kikuka no tayori | 菊花の便り       | Shinchō comic    | Shinchosha | A5    | 1992-1215      | (ISBN 4-10-603033-0) | ref | (Alice book)  |
| Kyōdai jingi     | 兄弟仁義         | Papermoon comics | Shinshokan | -     | 1981           | -                    | ref | Collaboration |